# Włodzimierz (benedyktyn tyniecki)
Włodzimierz (ur. 1472(?), zm. 21 maja 1493(?)) – benedyktyn opactwa tynieckiego, prawdopodobnie syn księcia zatorskiego Władysława i być może jego żony Anny, z nieprawnego małżeństwa. Jako syn naturalny (oraz być może w ramach aktu ekspiacyjnego ojca, którego rozkaz doprowadził do śmierci opata tynieckiego Marcina w 1470) najprawdopodobniej w maju 1486 złożył śluby zakonne w podkrakowskim klasztorze. Pochodzenie imienia albo kognatyczne, albo niedynastyczne, wariantowe agnatyczne (od używanej przez ojca formy imienia Włodek). W XIX w. w opactwie tynieckim istniały jeszcze: obraz z wyobrażeniem Włodzimierza z inskrypcją zawierającą informacje dotyczącą jego wstąpienia do klasztoru i datę śmierci (Venerabilis servus Dei F. Vladimirus Ducis Oswiecimensis et Zatoriensis filius contempto Principatu Benedictinus Tynecensis factus, septem a professione annis religiose transactis [...] obiit anno 1256 21a Maji in loco capituli condidis quiescit) oraz w kościele klasztornym płyta nagrobna z marmuru z napisem dotyczącym jego pochówku (D:O:M: Aeterne memoriae venerabilium Andreae Nossek abbatis, Mscislai prioris, Vlodimiri ducis Osvec. et Zator. filii, Benedicto tynecensium, qui vitae forma dati nobis sunt hic tumulati. Viator moribus hoc sequere si Christum quaeris habere. Fortunatus tantis antecess. conventus tynecensis posuit. A.D. 1759).